# Esenbeckia conspecta
Esenbeckia conspecta är en vinruteväxtart som först beskrevs av Kaastra, och fick sitt nu gällande namn av Ramos. Esenbeckia conspecta ingår i släktet Esenbeckia och familjen vinruteväxter. Inga underarter finns listade i Catalogue of Life.